# Artilleriewerk Hondrich

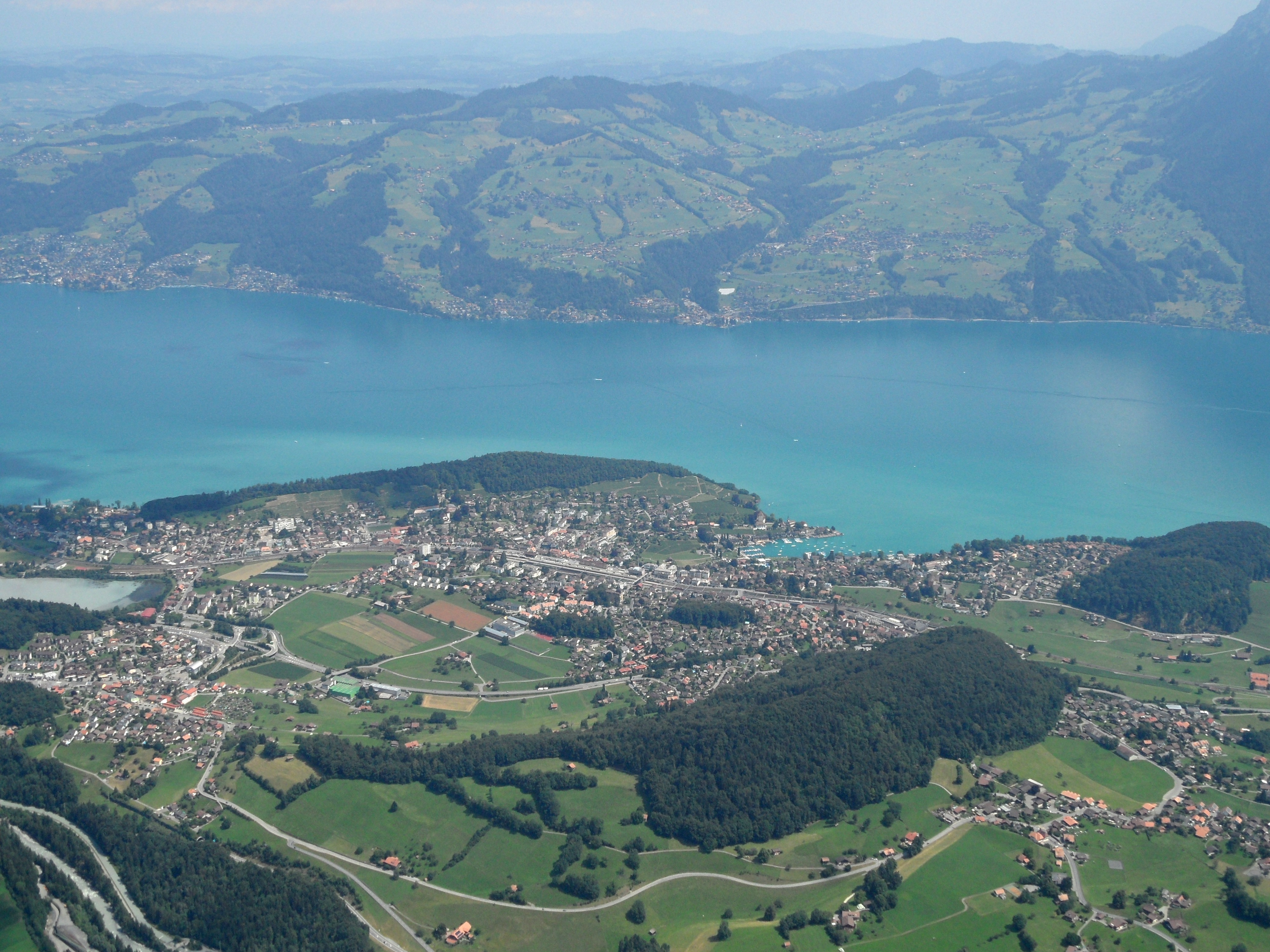
Luftaufnahme von Spiez von Süden mit Hondrichhügel

Das Artilleriewerk Hondrich (Armeebezeichnung «Wald» A 1955) ist ein ehemaliges Kasemattwerk der Schweizer Armee auf dem Gebiet der Gemeinde Spiez. Es war 1944–1992 Artilleriewerk, wurde 1994 desarmiert und rückgebaut. 1995–1998 wurde ein Detoniklabor eingebaut.

## Artilleriewerk
Das Werk wurde im Fels (Triaskalk) der Ostflanke des Hondrichhügels (Hondrichwald) auf rund 690 m ü. M., 45 Meter oberhalb des Hondrichtunnels der Bern-Lötschberg-Simplon-Bahn (seit 2006 BLS AG), ausgebrochen. Es war nicht mit dem ebenfalls im Hondrichhügel befindlichen Kommandoposten Heinrich (KP Heinrich) verbunden und hatte keinen direkten Zugang zu dem unter der Festung vorbeiführenden BLS-Eisenbahntunnel Hondrich.

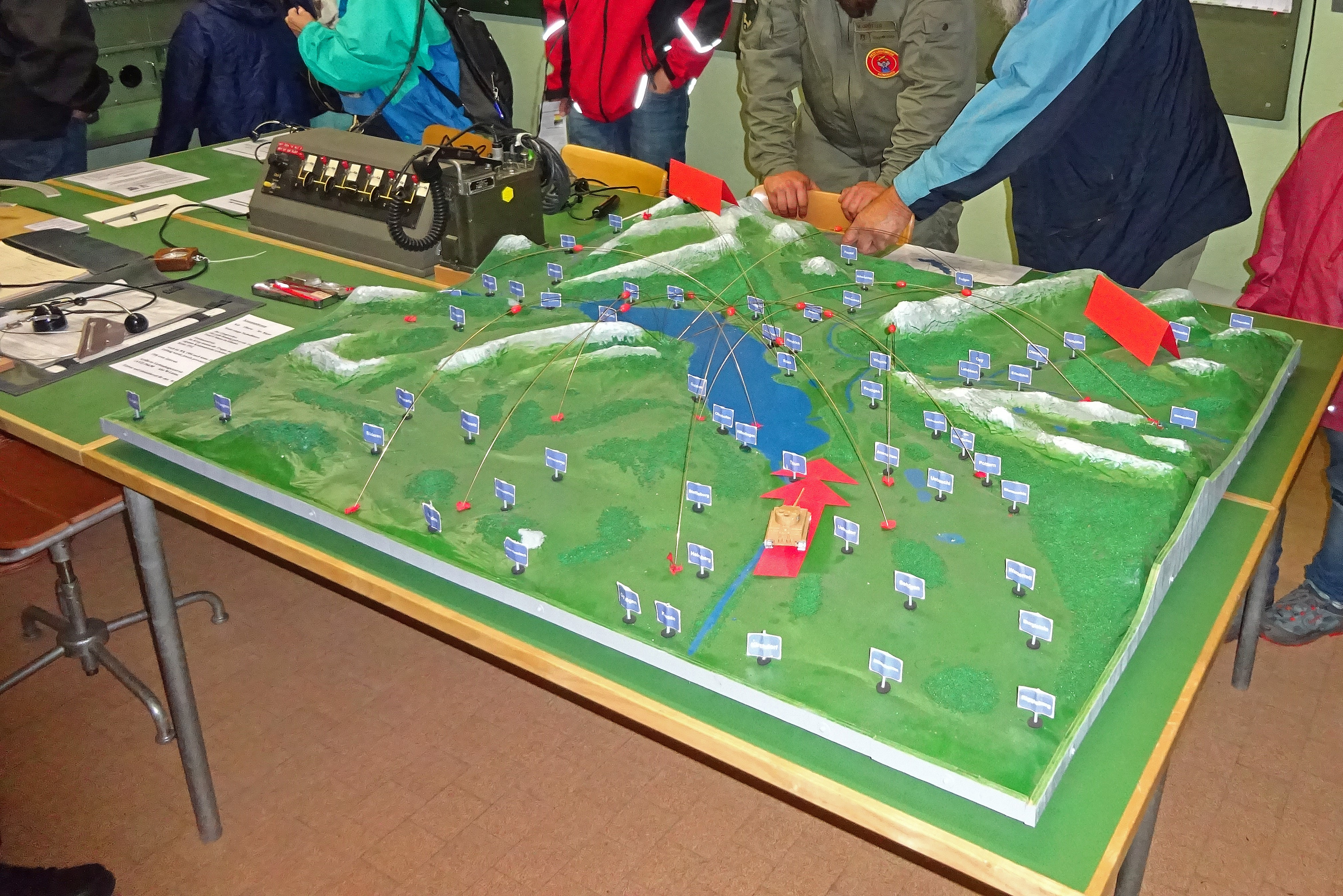
Feuerleitstelle KP Heinrich im Hondrichhügel West

Das Werk hatte den Auftrag mit ihrem vom KP Heinrich zentral geleiteten Artilleriefeuer den Abwehrkampf der Infanterie in ihrem Feuerraum zu unterstützen und mit seiner Infanterie das Artilleriewerk zu halten. 
Das AW Hondrich wurde von der Festungsartilleriekompanie (Fest Art Kp) I/15 betrieben, die der Festungsabteilung (Fest Abt) 15 unterstellt war. Die Kompanie bestand aus Kommandozug, zwei Artilleriezügen mit je zwei 10,5 cm Festungskanonen, Infanteriezug, Minenwerfer-Halbzug und Werkschutzzug. In den 1990er Jahren wurde die Anlage mit einer Monobloc-Waffenstellung modernisiert.

## Bewaffnung
- zwei 10,5 cm Kanonen 39 L42 auf Ständerlafette
- zwei 10,5 cm Kanonen 35 L42 auf Hebellafette (bis 1982 zwei 7,5 cm Kanonen 03/22)
- zwei 8,1 cm Minenwerfer (MW) 33
- vier 8,3 cm Raketenrohre 80
- Leichtmaschinengewehre auf Kugellafette
- vier 20 mm Fliegerabwehrkanonen (Flab Kann) 38 W+F (ab 1961 Fest Flab Abt 21).

## Rückbau
1994 diente das Werk dem Militärdepartement als Pilotanlage für den Rückbau grösserer Festungen durch das Festungswachtkorps (FWK). Die Desarmierung umfasste den Rückschub (Waffen, Munition, Korpsmaterial, Betriebsstoffen, technischem Festungsmaterial und Übermittlungsmaterial),  den Verkauf von nicht mehr verwendbarem Liquidationsmaterial und die Entsorgung (Bauschutt, Altmetallen, Kabeln, Kunststoffe usw.). Sehr aufwändig war der Abbruch des Infanteriehindernisses um die Anlage, welches teilweise im Fels verankert und mit Jungwald überwachsen war.

## Detoniklabor
Nach grösseren Umbauten und Erweiterungen befindet sich seit 1998 im ehemaligen Artilleriewerk das Detoniklabor der Gruppe für Rüstungsdienste (heute armasuisse). Dieses ersetzt offene Sprengplätze und -bunker und gilt als eine der modernsten Anlagen in Europa. Die Detonation von Munition und Explosivstoffen bis 15 kg TNT-Äquivalent in der Sprengkammer wird mit Röntgenblitz- und Hochgeschwindigkeitskameras ausgewertet.